# Jody Day
Jody Day é uma ativista inglesa dos direitos das mulheres nulíparas.

## Biografia
Jody Day é diretora de uma empresa de design de interiores, formada em literatura inglesa. Ex-psicoterapeuta, em 2009, aos 44 anos, percebeu que nunca seria mãe e montou uma rede de mulheres com 35 anos ou mais e sem filhos, batizada de Gateway Women. Revoltada com o fato de que mulheres sem filhos são consideradas egoístas pela sociedade e com a ideia de que uma mulher só se torna uma mulher de verdade trazendo um filho ao mundo, ela lançou o blog Gateway Women, em 2011.
Seu livro "Viver a vida inesperada" ajuda mulheres e homens que não podem se tornar pais através dos cinco estágios do luto: negação, raiva, negociação, depressão e, finalmente, aceitação.

## Reconhecimento
Em 2013, ela foi uma das  homenageadas pela BBC.